# 五湖都格淖尔
五湖都格淖尔（汉语拼音字母：Tavan khudag nuur），音译塔万湖都格淖尔，也作五湖洞淖、五湖都格淖，是一个位于中国内蒙古自治区鄂尔多斯市鄂托克前旗昂素镇境内的一个盐湖，位于昂素镇政府驻地西北约55千米、鄂托克前旗县城以北约19千米处的毛乌素沙地中，湖面海拔1307.0米，面积3.2平方千米，平均水深0.3米。属于蒙新高原区。它的一级流域为内流区诸河，二级流域为鄂尔多斯内流区。
2021年公布的鄂尔多斯市鄂托克前旗镇级、嘎查村级河（湖）长名录表中，五湖都格淖（尔）的镇级湖长为昂素镇镇党委委员、宣传委员，嘎查村级湖长为明盖嘎查党支部书记、嘎查委会主任。
五湖都格淖尔主要补给依靠伊克乌素沟和五湖都格淖沟，两条小河存在河道行洪能力不足，洪水排泄不畅的问题。2021年实施了河道治理工程，完成河道疏浚2.245千米，五湖都格淖尔沟两岸护砌1.85千米，伊克乌素沟两岸护砌0.7千米，五湖都格淖尔沟重建涵洞2座，维修涵洞翼墙1处。